# Госцино (гмина)
Госцино (пол. Gościno) — сельская гмина (волость) в Польше, входит как административная единица в Колобжегский повет, Западно-Поморское воеводство. Население — 5167 человек (на 2005 год).